# Vácegres
Vácegres je vas na Madžarskem, ki upravno spada pod podregijo Veresegyházi Županije Pešta.